# Acronicta pruni
Acronicta pruni är en fjärilsart som beskrevs av Harris 1869. Acronicta pruni ingår i släktet Acronicta och familjen nattflyn. Inga underarter finns listade i Catalogue of Life.